# Бомбардування аеродрому Удбина
Бомбардування аеродрому Удбина — авіаудари авіацій країн-членів НАТО по аеродрому Удбина, який був під контролем Збройних сил Республіки Сербська Країна 21 листопада 1994 року. Це була перша значуща участь авіації НАТО у військових діях на території колишньої Югославії. Бомбардування стало результатом порушення введеної ООН заборони на польоти в небі Боснії авіацією Республіки Сербська Країна та на завдання сербами ударів по цілях у районі Бихач у Боснії та Герцеговині з аеродрому Удбина.
Упродовж 1993—1994 років під егідою ООН неодноразово проводились мирні переговори між ворожими сторонами, які не дали результату. Рада Безпеки ООН оголошує про створення повітряних зон безпеки. У Боснію були введені війська ООН. Спостереження за безпекою повітряного простору взяли на себе війська НАТО, які збивали сербські літаки [Архівовано 3 вересня 2014 у Wayback Machine.].
Серби завдають удари по цілях у районі Бихач у Боснії та Герцеговині з аеродрому Удбина [Архівовано 22 січня 2022 у Wayback Machine.].

## Підготовка
На базах НАТО в Італії починається робота з підготовки удару по Удбині. Командувач UNPROFOR французький генерал — лейтенант Бертран де Лапресль дозволив обмежений авіаналіт на аеродром сербів. Планування удару велося на авіабазі Даль Молін (район Венеції) Центрі повітряних операцій 5-го авіаційного тактичного командування НАТО. Керував операцією командувач ВПС НАТО у Південній Європі генерал-майор Військово-повітряних сил США Хел Хорнбург. До операції були залучені літаки з восьми італійських авіабаз.

## Бомбардування
21 листопада авіація НАТО провела свою найбільшу операцію в Європі — 50 бойових літаків розбомбили аеродром Удбина. Першими об 11 годині 30 хвилин ранку в повітря піднялися літаки-заправники КС-135R з 319-го та 100-го заправних авіакрил ВПС США, КС-135 FR французьких Військово-повітряних сил та «Трістар» з 216-ї ескадрильї RAF. Повітряні танкери вийшли в намічені райони баражування над Адріатичним морем. Ударні літаки пішли на зліт о 13:00 [Архівовано 3 вересня 2014 у Wayback Machine.].
Перша хвиля ударів була по позиції ЗРК та зенітної артилерії, яка прикривала сербський аеродром. Два «Хорнети» з ескадрильї VMFA(AW)-332 з дистанції 21 кілометр випустили протирадіолокаційні керівні ракети AGM-88 HARM по РЛС зенітно-ракетного комплексу, слідом ще два F-18A/D з дистанції 13 кілометрів відстрілялись AGM-65 Maverick безпосередньо по позиціях зенітно-ракетного комплексу.
Французькі «SEPECAT Jaguar» та американські «F-15E Strike Eagle» опрацювали повітряно-посадкову смугу та стернові доріжки бомбами з лазерним наведенням. Британські «Яструби», нідерландські F-16 та французькі «Міраж-2000» відбомбились по цих же цілях звичайними бомбами. Командування НАТО заявило, що кожна бомба, чи ракета точно вразила відведену ціль.

## Реакція сербів
У районі Удбини в полон було взято двох військових з чеського контингенту ООН, але потім їх було звільнено. На базі Військово-повітряних сил Баня-Лука серби тримали трьох військових спостерігачів ООН на злітно-посадковій смузі як живий щит від можливих нальотів авіації Північноатлантичного альянсу.